# الثورة الديفيدية

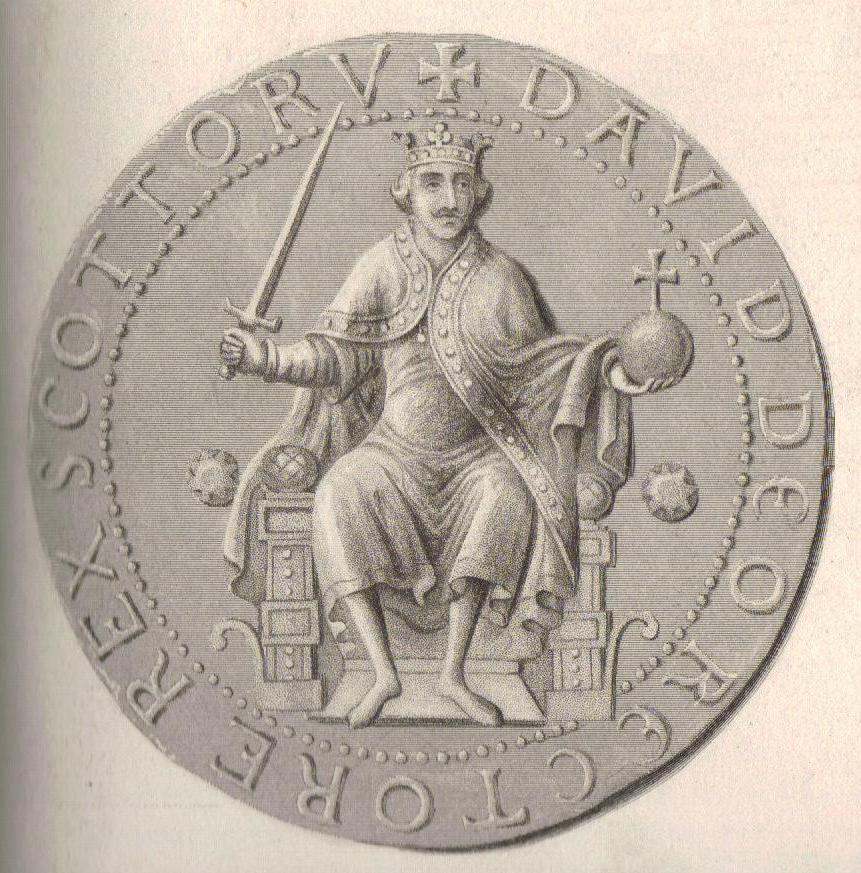
صورة لعملة تحمل صورة الملك ديفيد الذي اسس للثورة الاقتصادية والسياسية والاجتماعية وحتى دينية في اسكتلنداخلال القرن12 ميلادي

أطلق العديد من الباحثين اسم الثورة الديفيدية على التغييرات التي حدثت في مملكة اسكتلندا في عهد ديفيد الأول (1124 – 1153). وشمل ذلك تأسيسه للبورغ (تقسيم إداري)، وتنفيذ مُثل الإصلاح الغريغوري، وتأسيس الأديرة، وإضفاء الطابع النورماني على الحكومة الاسكتلندية، وإدخال النظام الإقطاعي من خلال الفرسان النورمان والأنجلو نورمان المهاجرين.

## الحكومة والإقطاعية
أدى انتشار الفرسان الأجانب والإجراءات التي حُولت من خلالها ملكية الأراضي من مسألة حيازة عرفية إلى مسألة علاقات إقطاعية أو علاقات محددة قانونًا، إلى إحداث ثورة في الطريقة التي حُكمت بها مملكة اسكتلندا، شأنها شأن توزيع وكلاء ملكيين وتنصيبهم في الحصون الجديدة التي كانت تنتشر في جميع أنحاء المملكة بمهمة تزويد المقاطعات والسلطات القضائية حديثة التأسيس بالهيئات العاملة، فخدم كل ذلك غايتان تمثلتا في إنفاذ القانون وفرض الضرائب، مما أدى إلى توجيه اسكتلندا نحو النموذج «الأوروبي».

### الإقطاعية العسكرية
خلال هذه الفترة، شهدت اسكتلندا ابتكارات في الممارسات الحكومية واستقدام الفرسان الأجانب، الفرنسيين عمومًا. تُسند بدايات الإقطاعية الاسكتلندية ونظام السنيورالية (المانورالية) إلى عهد ديفيد بشكل عام. كتب جيفري بارو أن عهد ديفيد شهد «ثورة في قانون الأسرة الحاكمة الاسكتلندية» بالإضافة إلى «ابتكارات جوهرية في التنظيم العسكري» و«في تركيبة الطبقة الحاكمة وهيمنة خصائصها». وعُرف ذلك من خلال «إعمار القلاع، والاستخدام المنتظم لسلاح فرسان محترف، وإقطاعة الفارس» وكذلك «الولاء والطاعة». أسس ديفيد لورديات إقطاعية ذات نطاق واسع في غرب إمارة كمبريان للأعضاء القياديين في الحاشية العسكرية الفرنسية الذين أبقوه في السلطة. بالإضافة إلى ذلك، أُنشأت العديد من اللورديات الإقطاعية الأصغر نطاقًا. يُعتبر فريسكين أحد الأمثلة على ذلك. ورد اسمه في ميثاق صادر عن الملك ويليام، حفيد ديفيد، إلى نجل فريسكين، ويليام، يقضي بمنحه ستراثبروك في غرب لوثبان ودافوس وكنتراي وأراض أخرى في موراي، «كان يملكها والده في عهد الملك ديفيد». إن اسم فريسكين فلمنكي، وعلى حد تعبير جيفري بارو فإنه «من شبه المؤكد أن فريسكين ينتمي إلى مجموعة كبيرة من المستوطنين الفلمنكيين الذين جاؤوا إلى اسكتلندا في العقود الوسطى من القرن الثاني عشر وكانوا موجودين أساسًا في غرب لوثيان ووادي كلايد». كان فريسكين مسؤولًا عن بناء قلعة في منطقة موراي البعيدة، ولأن فريسكين لم تكن له روابط قرابة بالمنطقة المحلية، فإن منصبه اعتمد كليًا على الملك، وبذلك أصبح الإقليم تحت السيطرة الملكية بشكل أقوى. لم يكن الاستحواذ على أرض فريسكين أمرًا ندر حدوثه، ولربما كان هذا جزء من سياسة ملكية في أعقاب هزيمة أونغس، ملك موراي.

### الحكومة الأنجلو نورماندية
اتُخذت خطوات في عهد ديفيد لجعل حكومة اسكتلندا، أو ذلك الجزء من اسكتلندا الذي كان مسؤولًا عنه، أشبه بحكومة إنجلترا الأنجلو نورماندية. مكنت المقاطعات الجديدة الملك من إدارة أرض ملكية سيادية بشكل فعال. في عهد ديفيد الأول، عُيّن قضاة ملكيون في المناطق الرئيسية الخاصة بالملك؛ وتحديدًا، حسب تسلسلها الزمني التقريبي، في روكسبرغ وسكون وبيريك على التويد وستيرلنغ وبيرث. استُحدثت سلطتان قضائيتان أيضًا في عهد ديفيد، إحداهما لاسكتلندا والأخرى للوثبان، أي لاسكتلندا شمال نهر فورث واسكتلندا جنوب نهر فورث وشرق غالاوي. على الرغم من أن هذه المؤسسة لها أصول أنجلو نورماندية، لكنها مثلت في اسكتلندا شمال نهر فورث على الأقل شكلًا من أشكال الاستمرارية لحكمٍ سابق. على سبيل المثال، مُنح كوسانتين إيرل فايف لقب الحَكَم الكبير؛ كانت سلطة اسكتلندا القضائية حُكمًا غاليًا عُدل من خلال عملية التحويل النورماندي، بقدر ما كانت مستقدمة من الخارج، مما يوضح حجة بارو «ميزان الجديد والقديم».

## ديفيد الأول والاقتصاد

### مناجم ألستون
جاءت أهم مصادر ثروة ديفيد خلال مسيرته من عائدات نبالته الإنجليزية وأراضيه وعائدات مناجم الفضة في ألستون. سمحت فضة ألستون لديفيد بالانغماس في «المتعة الملكية» التي وفرتها عملاته المعدنية، ومواصلة مشروعه في محاولة ربط السلطة الملكية بالتوسع الاقتصادي. اعتمدت برامج البناء إلى حد كبير على الدخل المتاح للإنفاق؛ توسّعَ استهلاك السلع الأجنبية والغريبة؛ وجد الرجال ذوو القدرة والطموح طريقهم إلى القضاء ودخلوا في خدمة الملك. علاوة على ذلك، أثرت العملة، بشكل لا يقل عن تأثير الكلمة المكتوبة، في الثقافة والتصنيفات المعنوية للأشخاص الذين استخدموها. كانت العملة تنقل صورة الحاكم إلى شعبه، كختمٍ يُظهر الملك في جلالة، والأهم من ذلك أنها غيرت الطبيعة البسيطة للتجارة. على الرغم من أن العملات المعدنية لم تكن غائبة عن اسكتلندا قبل ديفيد، إلا أنها كانت بحكم تعريفها أجسامًا غريبة وغير مرئية وغير مستخدمة من قِبل معظم السكان. كان دخول العملات الأصلية – بشكل لا يقل عن استحداث المدن والقوانين والمواثيق – بمثابة تغلغل للمفاهيم «ذات الصبغة الأوروبية» في اسكتلندا بطابعها «غير الأوروبي» المتناهي.

### إنشاء مناطق البورغ
كان ديفيد أيضًا بنّاء مدن عظيمًا. جزئيًا، استخدم الدخل «الإنجليزي»، الذي وفره له زواجه من ماتيلدا دي سانليس، من أجل تمويل بناء أولى المدن الحقيقية في اسكتلندا، وهذا بدوره سمح بإنشاء عدة مدن أخرى. بصفته أمير الكمبريين، أسس ديفيد أول منطقتي بورغ تابعتين «لاسكتلندا»، في روكسبرغ وبيرويك. كانتا مستوطنتين ذات حدود واضحة التعيين وحقوق تجارية مضمونة، وهي مواقع أمكن للملك أن يجمع فيها ويبيع المدفوعات العينية خاصته وضرائب الأراضي (بمثابة بديل عن ضيافة الملك الواجب تقديمها). كانت منطقتا البورغ هاتين في الأساس المدن الأولى في اسكتلندا. أوجد ديفيد المزيد من مناطق البورغ عندما أصبح ملك الاسكتلنديين. قبل عام 1135، أسس ديفيد أربع مناطق بورغ أخرى، وهذه المرة في المنطقة الجديدة التي حصل عليها بصفته ملكًا على الاسكتلنديين؛ تأسست هذه البورغ في ستيرلنغ ودنفيرملين وإدنبرة، وهي من بين أماكن إقامة المفضلة عند ديفيد. تُنسب أساسات نحو 15 بورغ إلى عهد ديفيد الأول، على الرغم من تباين بعض الأدلة، فإن هذا الرقم بحد ذاته غير مؤكد.